# Scotophilus andrewreborii
Scotophilus andrewreborii és una espècie de ratpenat de la família dels vespertiliònids. És endèmic de Kenya. És un ratpenat de petites dimensions, amb una llargada de cap a gropa de 74,9–86,5 mm, la llargada de l'avantbraç de 46,5–54,1 mm, la cua de 42,9–50,3 mm, els peus de 9–10,2 mm i les orelles de 8,8–10,8 mm. S'alimenta d'insectes. Com que fou descoberta fa poc, encara no se n'ha avaluat l'estat de conservació.